# Гевін Базуну
Гевін Базуну (англ. Gavin Bazunu, нар. 20 лютого 2002, Дублін) — ірландський футболіст, воротар англійського клубу «Саутгемптон» та національної збірної Ірландії.

## Клубна кар'єра
Народився 20 лютого 2002 року в місті Дублін. Вихованець футбольної школи клубу «Шемрок Роверс». Дебютував за основну команду у віці 16 років 6 вересня 2018 року в матчі чемпіонату проти «Брей Вондерерз» (5:0). Він ще тричі зіграв за «Шемрок Роверс» у Прем'єр-дивізіоні Ірландії 2018 року, відбивши в тому числі пенальті від «Корк Сіті». Базуну також двічі зіграв у Лізі Європи УЄФА 2018/19.
6 вересня 2018 року англійський клуб «Манчестер Сіті» оголосив про перехід Базуну до свого клубу наступного року, втім у складі манчестерців виступав лише за молодіжну команду. Базуну був включений до заявки основної «Манчестер Сіті» на матч-відповідь 1/8 фіналу Ліги чемпіонів проти «Реала» в серпні 2020 року. Для отримання ігрової практики виступав за клуби Першої ліги «Рочдейл» та «Портсмут».
17 червня 2022 року Базуну за 12 млн. фунтів стерлінгів приєднався до «Саутгемптона». 12 листопада його сейв в матчі проти «Ліверпуля» був визнаний найкращим в лізі за підсумками листопада-грудня. Станом на 17 листопада 2022 року відіграв за клуб з Саутгемптона 15 матчів в національному чемпіонаті.

## Виступи за збірні
2018 року дебютував у складі юнацької збірної Ірландії (U-17), загалом на юнацькому рівні взяв участь у 4 іграх.
Протягом 2019—2020 років залучався до складу молодіжної збірної Ірландії. На молодіжному рівні зіграв у 3 офіційних матчах.
27 березня 2021 року дебютував в офіційних іграх у складі національної збірної Ірландії в матчі відбіркового турніру до чемпіонату світу 2022 року проти збірної Люксембургу (1:0).
| Дата       | Місто            | Господарі   | Результат | Гості       | Турнір                               | Голи | Примітки |
| ---------- | ---------------- | ----------- | --------- | ----------- | ------------------------------------ | ---- | -------- |
| 27-3-2021  | Дублін           | Ірландія    | 0 – 1     | Люксембург  | Відбір до ЧС 2022                    | -1   |          |
| 30-3-2021  | Дебрецен         | Катар       | 1 – 1     | Ірландія    | товариський матч                     | -1   | 7'       |
| 3-6-2021   | Андорра-ла-Велья | Андорра     | 1 – 4     | Ірландія    | товариський матч                     | -1   |          |
| 8-6-2021   | Будапешт         | Угорщина    | 0 – 0     | Ірландія    | товариський матч                     | -    | 45'      |
| 1-9-2021   | Фару             | Португалія  | 2 – 1     | Ірландія    | Відбір до ЧС 2022                    | -2   |          |
| 4-9-2021   | Дублін           | Ірландія    | 1 – 1     | Азербайджан | Відбір до ЧС 2022                    | -1   |          |
| 7-9-2021   | Дублін           | Ірландія    | 1 – 1     | Сербія      | Відбір до ЧС 2022                    | -1   |          |
| 9-10-2021  | Баку             | Азербайджан | 0 – 3     | Ірландія    | Відбір до ЧС 2022                    | -    |          |
| 11-11-2021 | Дублін           | Ірландія    | 0 – 0     | Португалія  | Відбір до ЧС 2022                    | -    |          |
| 14-11-2021 | Люксембург       | Люксембург  | 0 – 3     | Ірландія    | Відбір до ЧС 2022                    | -    |          |
| 24-9-2022  | Глазго           | Шотландія   | 2 – 1     | Ірландія    | Ліга націй УЄФА 2022-2023 - 1-й етап | -2   |          |
| 27-9-2022  | Дублін           | Ірландія    | 3 – 2     | Вірменія    | Ліга націй УЄФА 2022-2023 - 1-й етап | -2   |          |
| 17-11-2022 | Дублін           | Ірландія    | 1 – 2     | Норвегія    | товариський матч                     | -2   |          |
| Усього     |                  | Матчів      | 13        |             | Голів                                | -13  |          |